# أندرو هاري
أندرو هاري (بالإنجليزية: Andrew Harry)‏ هو عداء سريع غياني، ولد في 6 مارس 1968.

## وصلات خارجية
- أندرو هاري على موقع الاتحاد الدولي لألعاب القوى (الإنجليزية)
- أندرو هاري على موقع أوليمبيديا (الإنجليزية)